# Ryanggang
Ryanggang [ɾjaŋ.ɡaŋ] (kor. 량강도, Ryanggang-do) – jest prowincją Korei Północnej. Został utworzony w 1954 roku, kiedy został wyodrębniony z  prowincji Hamgyŏng Południowy. Stolicą jest Hyesan.

## Geografia
Prowincja graniczy z Chinami od północy, od wschodu z prowincją Hamgyŏng Północny, od południa z prowincją Hamgyŏng Południowy i od zachodu z prowincją Chagang.

## Podział administracyjny
Ryanggang podzielone jest na 1 miasto (kor. si) oraz 11 powiatów (kor. gun).

### Miasto
- Hyesan-si (혜산시; 惠山市)

### Powiaty
- Kapsan-gun (갑산군; 甲山郡)
- Kimjŏngsuk-gun (김정숙군; 金貞淑郡)
- Kimhyŏnggwŏn-gun (김형권군; 金亨權郡)
- Kimhyŏngjik-gun (김형직군; 金亨稷郡)
- Paek’am-gun (백암군; 白岩郡)
- Poch’ŏn-gun (보천군; 普天郡)
- P’ungsŏ-gun (풍서군; 豊西郡)
- Samjiyŏn-gun (삼지연군; 三池淵郡)
- Samsu-gun (삼수군; 三水郡)
- Taehongdan-gun (대홍단군; 大紅湍郡)
- Unhŭng-gun (운흥군; 雲興郡)